# Setema
Setema é um gênero de traça pertencente à família Arctiidae.